# إبراهيم كامل
إبراهيم أبوالعيون أحمد الكامل (ولد بالقاهرة في 13 يونيو 1941- 7 يونيو 2018) هو رجل أعمال وعضو الهيئة العليا للحزب الوطني الديمقراطى.

## مناصب
شغل عدة مناصب أخرى منها:
- رئيس مجلس إدارة «كاتو جروب» شركة مساهمة مقرها في مصر، وفرنسا، وألبانيا وروسيا وأوغندا
- رئيس البنك المصري البريطاني[4]
- صاحب شركات عقارية وصناعية والسياحية والبناء والتمويل.
- شركة «سيروكو» العالمية للطيران
- رأس المجلس المصري الأميركي لرجال الأعمال
- نائب رئيس بنك هونغ كونغ المصري منذ عام 1983

## دراسته
سافر إبراهيم كامل في بداية حياته الي الولايات المتحدة عام 1956 للحصول علي شهادة الدكتوراه وناقشت دراسته التي أطلق عليها «اثر القوانين الاشتراكية علي مناخ العمل في مصر» في جامعة ميتشيجان ثم عمل بعد ذلك استاذا بكلية التجارة جامعة القاهرة عام 1970 لمدة 3 سنوات